# Гора (Свердловская область)
Гора — деревня в Шалинском районе Свердловской области России. Входит в Шалинский муниципальный округ.
Ранее деревня была центром Горного сельсовета Шалинского района.

## География
Деревня Гора расположена в 34 километрах к западо-северу-западу от посёлка Шаля (по дорогам в 39 километрах), вблизи реки Сылвы, выше устья правого притока — реки Старичной, напротив посёлка Шамары. 

## Население
| 2002 | 2010 | 2021 |
| ---- | ---- | ---- |
| 1090 | ↘908 | ↘693 |